# Candy (Drippin’ Like Water)
Candy (Drippin' Like Water) - singel amerykańskiego rapera Snoop Dogga, który promował album pt. Tha Blue Carpet Treatment z 2006 roku. Gościnnie wystąpili E-40, Tha Dogg Pound, Goldie Loc i MC Eiht. Utwór został wyprodukowany przez Rick Rocka. Sample były z utworu "9th Wonder (Blackitolism)", zespołu muzycznego Digable Planets. Do singla powstał klip.